# Fischerei auf dem Zürichsee
Die Fischerei auf dem Zürichsee ist ein traditionell bedeutsamer Wirtschaftszweig der Schweizer Binnenfischerei. Schon im Jahr 1362 wurden Fischereirechte eingeführt, die für sämtliche Fischer vom unteren Zürichsee galten.
Am Zürichsee lebten zu Beginn des 17. Jahrhunderts etwa 200 Fischer. Die Zahl schrumpfte, bis 1999 nur noch 11 Fischer in der Fischerei- und Jagdverwaltung eingetragen waren. Diese kamen von der Au, von Erlenbach, Feldbach, Obermeilen, Stäfa und Uerikon.

## Fanggeräte
Zu den heute meistgenutzten Fischfanggeräten gehören die Grund- und Schwebenetze. Ab und zu werden Zuggarn und Reusen verwendet.
Bis in die 1940er Jahre bestanden die Fischernetze aus Baumwolle oder Seide. Heute sind die meisten aus Kunstfasern.

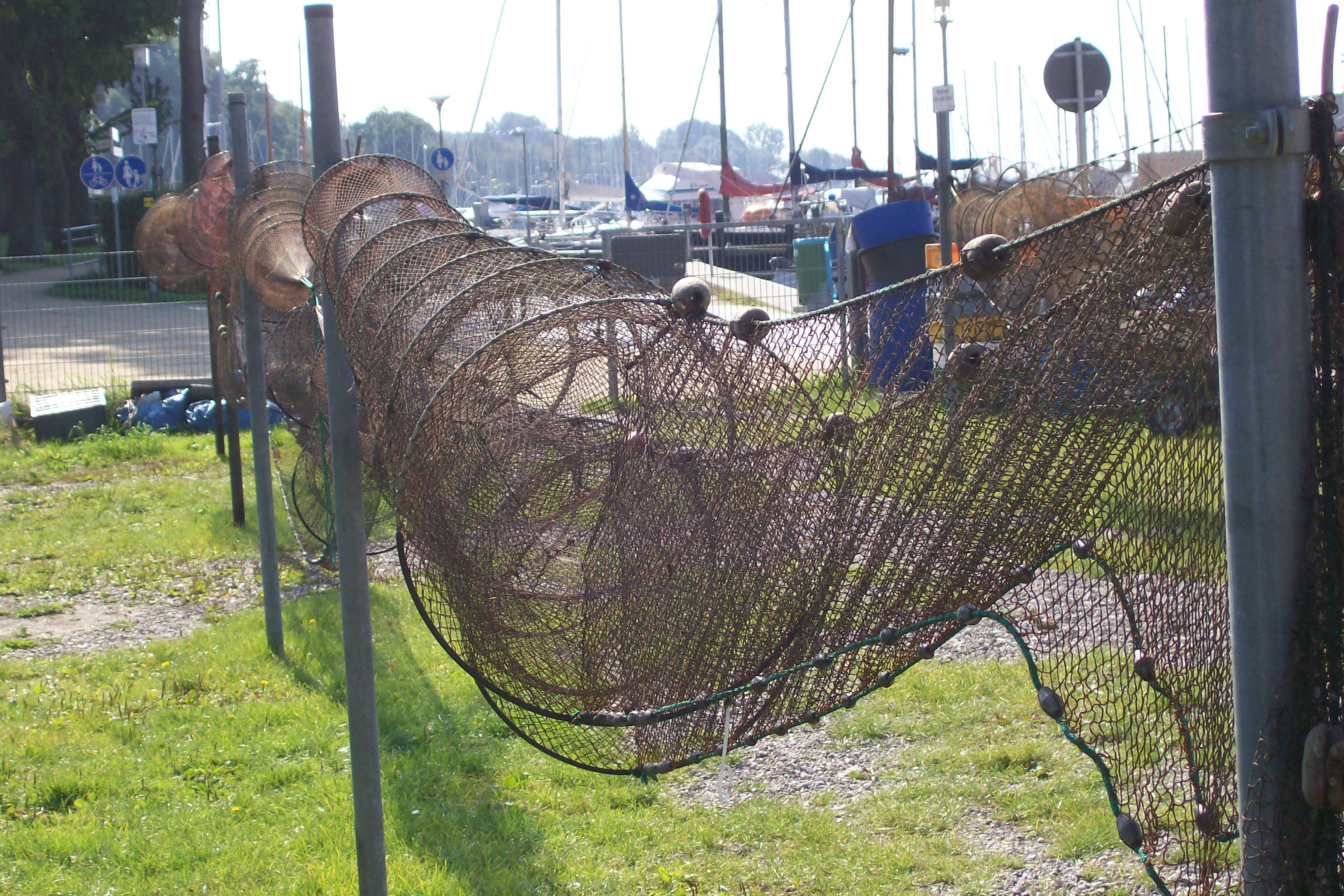
Neustadt-Holstein-Reusen

## Berufs- und Sportfischerei
Neben der Berufsfischerei ist die Sportfischerei verbreitet. Das Sportfischen vom Ufer aus mit einer Angelrute ohne Köder ist für jedermann erlaubt. Zum Fischen mit Köder ist ein Patent erforderlich. Im Jahr 2020 wurden durch Berufs- und Sportfischer im Zürich- und im Obersee über 240 Tonnen Fische gefangen. Überdurchschnittlich war der Fang der Berufsfischer mit 124 Tonnen bei den Felchen. Auch bei den Seeforellen war der Fang im Jahr 2020 mehr als doppelt so hoch wie im Vorjahr.

## Fische
Mit den Grundnetzen, die 170 Meter in die Tiefe reichen, werden vor allem Egli, Felchen, Hechte, Trüschen, Schwalen, Seeforellen und Brachsmen gefangen. Die Seeforellen kommen nur noch im Zürichsee vor und halten sich durch das Jahr hindurch im tiefen Seegebiet auf.
Kürzlich wurden einige Exemplare der seltenen Nasen gefangen.
Da Edelfische immer seltener werden, gibt es inzwischen auch Fischer, welche sogenannt zweitklassige Fische wie Rotaugen oder Schleien verwerten.

## Vorschriften
Gemäss den Fischereivorschriften des Kantons Zürich darf auf dem Zürichsee nur mit Netzen, Garnen, Reusen und Angelgeräten gefischt werden. Das Jagen von Forellen und Seesaiblingen ist vom 1. Oktober bis 25. Dezember verboten. Äsche zu fangen ist vom 1. Mai bis 31. Dezember erlaubt, Felchen vom 1. Januar bis 19. November.